# راكيش بانديت
راكيش بانديت (بالإنجليزية: Rakesh Pandit)‏ هو مغني هندي، ولد في 8 سبتمبر 1967.

## وصلات خارجية
- راكيش بانديت على موقع IMDb (الإنجليزية)
- راكيش بانديت على موقع ميوزك برينز (الإنجليزية)
- راكيش بانديت على موقع ديسكوغز (الإنجليزية)